# Christopher Lloyd
Christopher Lloyd (polno ime Christopher Allen Lloyd), ameriški filmski, gledališki in televizijski igralec, * 22. oktober 1938, Stamford, Connecticut, Združene države Amerike.
Christopher Lloyd je ameriški igralec. Od leta 1960 je nastopil v številnih gledaliških predstavah, filmih in televizijskih oddajah. Znan je po vlogi Emmetta Browna v trilogiji Nazaj v prihodnost (1985–1990) in Jima Ignatowskega v humoristični seriji Taxi (1978–1983), za katero je prejel dve nagradi emmy.
Lloyd je pritegnil pozornost javnosti v severovzhodnih gledaliških produkcijah v šestdesetih in zgodnjih sedemdesetih letih 20. stoletja in si za svoje delo prislužil nagradi združenj Drama Desk in Obie. Na filmskem platnu je debitiral v Letu nad kukavičjim gnezdom (1975) in nadaljeval z vlogami poveljnika Krugeja v Zvezdne steze 3: Iskanje Spocka (1984), profesorja Pluma v Clue (1985), sodnika Dooma v Kdo je potunkal Zajca Rogerja (1988), strica Festerja v Pri Addamsovih (1991) in njegovem nadaljevanju Pri Addamsovih 2 (1993), Switchblade Sama v Denis pokora (1993), gospoda Goodmana v Piranha 3D (2010), Billa Crowleya v I Am Not a Serial Killer (2016) in Davida Mansella v Nobody (2021).
Lloyd si je leta 1992 prislužil tretjega emmyja za gostujočo vlogo Alistairja Dimpla v Road to Avonlea, nagrado Independent Spirit pa je prejel za nastop v Twenty Bucks. Veliko je odigral tudi glasovnih vlog, vključno z Merlockom v DuckTales the Movie: Treasure of the Lost Lamp, Grigorijem Rasputinom v Anastasia, hekerjem v PBS Kids' Cyberchase (ki so mu prinesle nominacije za emmyja) in Woodsmanom v filmu Cartoon Networka Over the Garden Wall.

## Zgodnje življenje
Christopher Lloyd se je rodil 22. oktobra 1938 v Stamfordu v Connecticutu kot sin Ruth Lloyd (rojena Lapham; 1896–1984), pevke in sestre župana San Francisca Rogerja Laphama, in njenega moža odvetnika Samuela R. Lloyda mlajšega (1897–1959). Je najmlajši od treh fantov in štirih deklet, med katerimi je bil tudi Samuel Lloyd, igralec v petdesetih in šestdesetih letih 20. stoletja. Lloydov dedek po materini strani, Lewis Henry Lapham, je bil eden od ustanoviteljev naftne družbe Texaco, Lloyd pa je tudi potomec potnika z ladje Mayflower Johna Howlanda. Christopher je bil vzgojen v Westportu v Connecticutu, kjer je obiskoval srednjo šolo Staples in sodeloval pri ustanavljanju srednješolske gledališke skupine Staples Players.

## Kariera
Christopher Lloyd je svojo kariero začel kot vajenec v poletnih gledališčih v Mount Kiscu v New Yorku in Hyannisu v Massachusettsu. Pri 19-ih letih je hodil na tečaje igranja v New Yorku – delno na Neighborhood Playhouse School of the Theatre k Sanfordu Meisnerju – in spomnil se je, da je debitiral v newyorškem gledališču leta 1961 v produkciji igre Fernanda Arrabala And They Put Cuffs on the Flowers, in rekel: »Bil sem zamenjava in to je bila moja prva oblika službe v New Yorku.« Na Broadwayu je debitiral v Red, White and Maddox (1969) in nadaljeval z vlogami zunaj Broadwaya v A Midsummer Night's Dream, Kaspar (februar 1973), The Harlot and the Hunted, The Seagull (januar 1974), Total Eclipse (februar 1974), Macbeth, In the Boom Boom Room, Cracks, Professional Resident Company, What Every Woman Knows, The Father, King Lear in Power Failure. Sredi leta 1972 se je pojavil v delih Jeana Cocteauja Orphée in The Human Voice v gledališču Jean Cocteau na 43 Bond Street.
Lloyd se je vrnil na Broadway za muzikal Happy End. Nastopil je v tudi priredbi Andrzeja Wajde The Possessed avtorja Fjodorja Dostojevskega v Yale Repertory Theatre in v premieri dela White Pelican Jaya Broada v P.A.F. Playhouse na postaji Huntington v New Yorku na Long Islandu.
Leta 1977 je o svojem usposabljanju v Neighborhood Playhouseu pod vodstvom Meisnerja dejal: »Moje dotedanje delo je bilo zelo neenakomerno. Eno noč sem bil dober, drugo dolgočasen. Meisner me je naučil, kako biti dosleden pri uporabi najboljšega, kar lahko ponudim. Ampak mislim, da te nihče ne more naučiti spretnosti ali karkoli že je, kar ti pomaga zaživeti na odru.«
Njegova prva filmska vloga je bil psihiatrični bolnik Max Taber v filmu Let nad kukavičjim gnezdom (1975), skupaj z bodočim soigralcem Dannyjem DeVitom. Znan je tudi po vlogi prečastitega Jima Ignatowskega, bivšega hipi taksista v seriji Taxi, za katero je prejel dve nagradi emmy za najboljšega igralca v stranski vlogi v humoristični seriji. Prepoznaven je tudi kot ekscentrični izumitelj Emmett "Doc" Brown v trilogiji Nazaj v prihodnost, za katero je bil nominiran za nagrado Saturn. Leta 1985 se je pojavil v pilotni epizodi serije Street Hawk. Naslednje leto je igral osramočenega profesorja B.O. Beanesa v televizijski seriji Amazing Stories. Druge vloge vključujejo klingonskega poveljnika Krugeja v Zvezdne steze 3: Iskanje Spocka (1984) (na predlog igralskega kolega in prijatelja Leonarda Nimoya), profesorja Pluma v filmu Clue (1985), profesorja Dimpla v epizodi serije Road to Avonlea (za katero je prejel nagrado emmy za najboljšega glavnega igralca v dramski seriji), zlikovca Judgea Dooma v Kdo je potunkal Zajca Rogerja (1988), čarovnika Merlocka v DuckTales the Movie (1990), Switchblade Sama v Denis pokora (1993), Zoltana v Radioland Murders (1994) in strica Festerja v Pri Addamsovih (1991) in Pri Addamsovih 2 (1993).
Lloyd je upodobil protagonista v pustolovski igri Toonstruck, ki je izšla novembra 1996. Leta 1999 se je na platnu ponovno združil z Michaelom J. Foxom v epizodi serije Spin City z naslovom Back to the Future IV — Judgement Day, v kateri je Lloyd igral Owena Kingstona, nekdanjega mentorja Foxovega lika Mika Flahertyja, ki se je ustavil v mestni hiši, da bi videl Kingstona in se razglasil za Boga. Istega leta je Lloyd zaigral v filmskem remakeu serije iz šestdesetih let 20. stoletja My Favorite Martian. Sredi devetdesetih je igral v televizijski seriji Deadly Games, sredi prvega desetletja 21. stoletja pa se je bil redno pojavljal v seriji Stacked. Leta 2003 je kot lik Cletusa Poffenburgerja gostoval v treh od 13-ih produciranih epizod v Tremors: The Series. Novembra 2007 se je Lloyd ponovno združil na platnu s svojim nekdanjim soigralcem iz serije Taxi Juddom Hirschom v epizodi Graphic četrte sezone televizijske serije Numb3rs kot Ross Moore. Nato je leta 2008 igral vlogo Ebenezerja Scroogea v produkciji A Christmas Carol v gledališču Kodak z Johnom Goodmanom in Jane Leeves. Leta 2009 se je pojavil v komičnem napovedniku za lažno različico grozljivke Willy Wonka in tovarna čokolade z naslovom Gobstopper, v katerem je igral Willyja Wonko kot zlobneža v slogu grozljivk.
Leta 2010 so ga kontaktirali iz Weston Playhousea iz Vermonta, katerega aktiven član je bil Lloydov brat Sam, ali obstaja kakšna vloga, ki bi ga zanimala. Lloyd je izbral Willyja Lomana iz Death of a Salesman, ki so ga tisto jesen igrali v Westonu in na drugih prizoriščih po Vermontu. Prav tako je tistega septembra ponovno odigral vlogo dr. Emmetta "Doca" Browna v Back to the Future: The Game, seriji epizodnih pustolovskih iger, ki so jih razvili pri Telltale Games. Istega meseca je produkcijska hiša 3D Entertainment Films objavila, da bo Lloyd igral ekscentričnega profesorja, ki s svojim laboratorijskim asistentom raziskuje različne dimenzije v Time, the Fourth Dimension, približno 45-minutnem filmu podjetja Imax 3D, ki je bil načrtovan za izdajo leta 2012.
21. januarja 2011 se je pojavil kot Roscoe Joyce v epizodi The Firefly televizijske serije Fringe režiserja J. J. Abramsa. Avgusta tega leta je ponovil nastopil kot dr. Emmett Brown (iz Nazaj v prihodnost) v okviru oglaševalske kampanje za Garbarino, argentinsko podjetje za aparate, in tudi kot del Nikeove kampanje "Nazaj v prihodnost" za namen fundacije Michaela J. Foxa. Leta 2012 in 2013 je Lloyd posodil glas Docu Brownu v dveh epizodah serije Robot Chicken. Leta 2013 je bil gostujoča zvezda v 100. epizodi serije Psych na USA Network kot Martin Khan.
Maja 2013 se je Lloyd pojavil kot pripovedovalec in kot lik Azdak v igri Bertolta Brechta The Caucasian Chalk Circle, ki jo je producirala gledališka hiša Classic Stage Company v New Yorku.
V epizodi šova Jimmy Kimmel Live 21. oktobra 2015 sta se Lloyd in Michael J. Fox pojavila v skeču Nazaj v prihodnost v počastitev tega datuma, ki se pojavlja v drugem delu filmske trilogije.
Maja 2018 se je Lloyd pojavil v seriji Roseanne v epizodi No Country for Old Women, kjer je odigral vlogo Louja, fanta matere Roseanne in Jackie. Vlogo je ponovil v epizodi The Conners, ki je bila predvajana 4. maja 2022. Konec leta 2019 je posodil glas Xehanortu v prenosljivi vsebini Re Mind za igro Kingdom Hearts III, kjer je vlogo prevzel od pokojnih Leonarda Nimoya in Rutgerja Hauerja. Vlogo je ponovil v videoigri Kingdom Hearts: Melody of Memory iz leta 2020.
Julija 2020 je bil Lloyd izbran za vlogo alkimista v filmu Man & Witch, družinam prijaznemu fantazijskemu pustolovskemu filmu v režiji Roba Margoliesa. Lutke za film je ustvarilo podjetje Jim Henson's Creature Shop.
Marca 2021 je Lloyd igral najboljšega prijatelja Williama Shatnerja v romantični komediji Senior Moment, v kateri je igrala tudi Jean Smart.
Septembra 2021 je Lloyd upodobil Ricka Sancheza v seriji promocijskih oglasov, ki jih je režiral Paul B. Cummings za dvodelni finale pete sezone serije Rick and Morty. Šlo je za lik, ki ga je navdihnila Lloydova upodobitev dr. Emmetta "Doca" Browna iz filma Nazaj v prihodnost. Ob njem je zaigral Jaeden Martell kot Morty Smith. Lloyd je na vprašanje o primerjavi med Docom Brownom in upodobitvi Sancheza s strani Justina Roilanda izjavil, da "ima občutek, da sta Doc in Rick kot dva brata, ki sta ubrala različni poti."
Marca 2022 se je Lloyd pojavil v promociji filma o potovanju skozi čas The Adam Project skupaj z glavnima igralcema iz tega filma Ryanom Reynoldsom in Markom Ruffalom.
Aprila 2022 je bilo napovedano, da bo Lloyd igral v filmu Spirit Halloween: The Movie, ki je nastal v sodelovanju s trgovskim podjetjem Spirit Halloween. Igral je Aleca Windsorja, bogatega nepremičninskega podjetnika, ki je neko noč čarovnic izginil in čigar duh naj bi vsako leto na noč čarovnic strašil v mestu, v katerem se film dogaja. Film je izšel 11. oktobra 2022.
Aprila 2023 je Lloyd gostoval v epizodi tretje sezone serije The Mandalorian, kjer je upodobil komisarja Helgaita. Junija 2023 je bilo napovedano, da bo Lloyd igral v seriji Knuckles, ki je premiero doživela aprila 2024.

## Zasebno življenje
Christopher Lloyd se je 6. junija 1959 poročil s Catharine Dallas Dixon Boyd. Ločila sta se leta 1971. Leta 1974 se je poročil z igralko Kay Tornborg, od katere se je ločil okoli leta 1987. Tretji zakon s Carol Ann Vanek je trajal več kot dve leti, preden sta šla v postopek ločitve julija 1991. Njegova četrta žena je bila scenaristka Jane Walker Wood med letoma 1992 in 2005. Leta 2016 se je poročil z Liso Loiacono, ki je bila Lloydova nepremičninska agentka, ko je leta 2012 prodal svojo hišo v Montecitu v Kaliforniji. Njegova prejšnja hiša na tej parceli je bila uničena v požaru novembra 2008.
Lloydova mati, filantropinja Ruth Lapham Lloyd, je umrla leta 1984 v starosti 88 let. Njeni drugi preživeli otroci so bili Donald L. Mygatt (umrl je leta 2003), Antoinette L. Mygatt Lucas, Samuel Lloyd III (ki je umrl leta 2017), Ruth Lloyd Scott, Ax Lloyd in Adele L. Kinney. Lloydov nečak, Sam Lloyd (1963–2020), je bil znan po vlogi odvetnika Teda Bucklanda v seriji Scrubs.

## Filmografija

### Filmi
| Leto         | Naslov                                                     | Vloga                                      | Opombe                                  |
| ------------ | ---------------------------------------------------------- | ------------------------------------------ | --------------------------------------- |
| 1975         | Let nad kukavičjim gnezdom                                 | Max Taber                                  |                                         |
| 1977         | Another Man, Another Chance                                | Jesse James                                | nezapisan                               |
| 1978         | Three Warriors                                             | Steve Chaffey                              |                                         |
| 1978         | Goin' South                                                | namestnik Towfield                         |                                         |
| 1979         | Butch and Sundance: The Early Days                         | Bill Tod Carver                            |                                         |
| 1979         | The Lady in Red                                            | Frognose                                   |                                         |
| 1979         | The Onion Field                                            | zaporniški odvetnik                        |                                         |
| 1980         | The Black Marble                                           | Arnoldov zbiralec                          |                                         |
| 1980         | Schizoid                                                   | Gilbert                                    |                                         |
| 1981         | The Legend of the Lone Ranger                              | major Bartholomew ''Butch'' Cavendish      |                                         |
| 1981         | The Postman Always Rings Twice                             | prodajalec                                 |                                         |
| 1981         | National Lampoon's Movie Madness                           | Samuel Starkman                            | segment Municipalians                   |
| 1983         | Mr. Mom                                                    | Larry                                      |                                         |
| 1983         | To Be or Not to Be                                         | S. S. kapetan Schultz                      |                                         |
| 1984         | Zvezdne steze 3: Iskanje Spocka                            | poveljnik Kruge                            |                                         |
| 1984         | The Adventures of Buckaroo Banzai Across the 8th Dimension | John Bigboote                              |                                         |
| 1984         | Nation Lampoon's Joy of Sex                                | trener Hindenberg                          |                                         |
| 1985         | Nazaj v prihodnost                                         | dr. Emmett ''Doc'' Brown                   |                                         |
| 1985         | Clue                                                       | profesor Plum                              |                                         |
| 1986         | Miracles                                                   | Harry                                      |                                         |
| 1987         | Walk Like a Man                                            | Reggie Shand/Henry Shand                   |                                         |
| 1987         | Legend of the White Horse                                  | Jim Martin                                 |                                         |
| 1988         | Track 29                                                   | Henry Henry                                |                                         |
| 1988         | Kdo je potunkal Zajca Rogerja                              | sodnik Doom                                |                                         |
| 1988         | Eight Men Out                                              | Bill Burns                                 |                                         |
| 1989         | The Dream Team                                             | Henry Sikorsky                             |                                         |
| 1989         | Nazaj v prihodnost 2                                       | dr. Emmett ''Doc'' Brown                   |                                         |
| 1990         | Nazaj v prihodnost 3                                       | dr. Emmett ''Doc'' Brown                   |                                         |
| 1990         | Why Me?                                                    | Bruno Daley                                |                                         |
| 1990         | DuckTales the Movie: Treasure of the Lost Lamp             | Merlock                                    | glasovna vloga                          |
| 1991         | Suburban Commando                                          | Charlie Wilcox                             |                                         |
| 1991         | Pri Addamsovih                                             | stric Fester/Gordon Craven                 |                                         |
| 1993         | Twenty Bucks                                               | Jimmy                                      |                                         |
| 1993         | Denis pokora                                               | Switchblade Sam                            |                                         |
| 1993         | Pri Addamsovih 2                                           | stric Fester Addams                        |                                         |
| 1994         | Angels in the Outfield                                     | Al ''The Boss'' Angel                      |                                         |
| 1994         | Camp Nowhere                                               | Dennis Van Welker                          |                                         |
| 1994         | Radioland Murders                                          | Zoltan                                     |                                         |
| 1994         | The Pagemaster                                             | gospod Dewey/the Pagemaster                | [ 53 ]                                  |
| 1995         | Mr. Payback: An Interactive Movie                          | Ed Jarvis                                  | kratki film                             |
| 1995         | Things to Do in Denver When You're Dead                    | Pieces                                     |                                         |
| 1996         | Cadillac Ranch                                             | Wood Grimes                                | [ 54 ]                                  |
| 1997         | Changing Habits                                            | Theo Teagarden                             |                                         |
| 1997         | Dinner at Fred's                                           | oče                                        |                                         |
| 1997         | Anastasia                                                  | Grigorij Rasputin                          | glasovna vloga                          |
| 1998         | The Real Blonde                                            | Ernst                                      |                                         |
| 1998         | The Animated Adventures of Tom Sawyer                      | sodnik Thatcher                            | glasovna vloga                          |
| 1999         | My Favorite Martian                                        | stric Martin                               |                                         |
| 1999         | Baby Geniuses                                              | Heep                                       |                                         |
| 1999         | Convergence                                                | Morley Allen                               | [ 56 ]                                  |
| 1999         | Man on the Moon                                            | igral samega sebe - igralec iz serije Taxi | cameo                                   |
| 2001         | Kids World                                                 | Leo                                        |                                         |
| 2001         | On the Edge                                                | odvetnik Bum                               | segment Happy Birthday                  |
| 2002         | Interstate 60                                              | Ray                                        |                                         |
| 2002         | Wish You Were Dead                                         | Bruce                                      |                                         |
| 2002         | Hey Arnold!: The Movie                                     | mrliški oglednik                           | glasovna vloga                          |
| 2003         | Haunted Lighthouse                                         | kapitan Jack                               | kratki film                             |
| 2004         | Admissions                                                 | Stewart Worthy                             | [ 58 ]                                  |
| 2005         | Here Comes Peter Cottontail: The Movie                     | Seymour S. Sassafras                       | glasovna vloga                          |
| 2005         | Bad Girls from Valley High                                 | gospod Chauncey                            |                                         |
| 2005         | Enfants Terribles                                          | častiti Burr                               | [ 55 ]                                  |
| 2007         | Flakes                                                     | Willie                                     |                                         |
| 2008         | Fly Me to the Moon                                         | Amos                                       | glasovna vloga                          |
| 2008         | The Tale of Despereaux                                     | Hovis                                      | glasovna vloga                          |
| 2009         | Call of the Wild                                           | dedek Bill Hale                            |                                         |
| 2009         | Santa Buddies                                              | Stan Cruge                                 |                                         |
| 2010         | Snowmen                                                    | skrbnik                                    |                                         |
| 2010         | Jack and the Beanstalk                                     | ravnatelj                                  |                                         |
| 2010         | Piranha 3D                                                 | gospod Goodman                             |                                         |
| 2011         | Love, Wedding, Marriage                                    | dr. George                                 |                                         |
| 2011         | InSight                                                    | Shep                                       |                                         |
| 2011         | Adventures of Serial Buddies                               | dr. Von Gearheart                          |                                         |
| 2011         | Snowflake, the White Gorilla                               | dr. Archibald Pepper                       | glasovna vloga, angleška sinhronizacija |
| 2011         | The Chateau Meroux                                         | Nathan                                     | [ 59 ]                                  |
| 2012         | Foodflight!                                                | gospod Clipboard                           | glasovna vloga                          |
| 2012         | Cadaver                                                    | Cadaver                                    | glasovna vloga, kratki film             |
| 2012         | Piranha 3DD                                                | gospod Goodman                             |                                         |
| 2012         | Delhi Safari                                               | golob                                      | glasovna vloga, angleška sinhronizacija |
| 2012         | Axe Boat 2012                                              | nočni čuvaj                                | kratki film                             |
| 2012         | The Oogieloves in the Big Ballon Adventure                 | Lero Sombrero                              |                                         |
| 2012         | The Illusionauts                                           | učitelj                                    | angleška sinhronizacija                 |
| 2012         | Mickey Matson and the Copperhead Conspiracy                | dedek Jack                                 |                                         |
| 2012         | Dead Before Dawn                                           | Horus Galloway                             |                                         |
| 2012         | Excuse Me for Living                                       | Lars                                       |                                         |
| 2012         | Sid the Science Kid: The Movie                             | dr. Bonanodon                              | glasovna vloga                          |
| 2012         | Last Call                                                  | Pete                                       |                                         |
| 2012         | Freedom Force                                              | profesor                                   | glasovna vloga, angleška sinhronizacija |
| 2013         | Jungle Master                                              | dr. Sedgwick                               | glasovna vloga                          |
| 2013         | The Coin                                                   | William                                    | kratki film                             |
| 2014         | A Million Wayd to Die in the West                          | Doc Brown                                  | cameo                                   |
| 2014         | Sin City: A Dame to Kill For                               | Kroenig                                    |                                         |
| 2014         | The One I Wrote for You                                    | Pop                                        | [ 63 ]                                  |
| 2015         | 88                                                         | Cyrus                                      |                                         |
| 2015         | Back in Time                                               | igral samega sebe                          | dokumentarec                            |
| 2015         | Doc Brown Saves the World                                  | dr. Emmett ''Doc'' Brown                   | kratki film                             |
| 2015         | The Boat Builder                                           | Abner                                      |                                         |
| 2016         | I Am Not a Serial Killer                                   | gospod Crowley                             |                                         |
| 2016         | Donald Trump's The Art of the Deal: The Movie              | dr. Emmett ''Doc'' Brown                   | cameo                                   |
| 2016         | Cold Moon                                                  | James Redfield                             |                                         |
| 2017         | Going in Style                                             | Milton Kupchak                             |                                         |
| 2017         | Muse                                                       | Bernard Rauschen                           |                                         |
| 2017         | The Sound                                                  | Clinton Jones                              |                                         |
| 2018         | Boundaries                                                 | Stanley                                    |                                         |
| 2018         | Making a Killing                                           | Lloyd Mickey                               |                                         |
| 2018         | Rerun                                                      | bodoči George Benson                       | [ 64 ]                                  |
| 2019         | The Haunted Swordsman                                      | črni menih                                 | glasovna vloga, kratki film             |
| 2021         | Nobody                                                     | David Mansell                              |                                         |
| 2021         | Senior Moment                                              | Sal Spinelli                               | [ 66 ] [ 67 ]                           |
| 2021         | Queen Bees                                                 | Arthur Lane                                |                                         |
| 2021         | The Tender Bar                                             | dedek Moehringer                           |                                         |
| 2022         | Spirit Halloween: The Movie                                | Alec Windsor                               | [ 40 ] [ 41 ]                           |
| 2022         | Tankhouse                                                  | Buford                                     | [ 68 ] [ 69 ] [ 70 ]                    |
| 2023         | Self Reliance                                              | Dennis Walcott                             | [ 71 ]                                  |
| 2023         | Nandor Fodor and the Talking Mongoose                      | dr. Harry Price                            |                                         |
| 2023         | Camp Hideout                                               | Falco                                      |                                         |
| 2024         | Man and Witch: The Dance of a Thousand Steps               | alkimist                                   |                                         |
| 2024         | Guns & Moses                                               | Sol Fassbinder                             |                                         |
| 2025         | Nobody 2                                                   | David Mansell                              | postprodukcija                          |
| v prihajanju | The Movers                                                 | Henry Solomon                              |                                         |

### Televizija
| Leto       | Naslov                                                       | Vloga                                          | Opombe                                                             |
| ---------- | ------------------------------------------------------------ | ---------------------------------------------- | ------------------------------------------------------------------ |
| 1976       | The Adams Chronicles                                         | car Aleksander I. Ruski                        | epizoda Chapter VIII: John Quincy Adams, Secretary of State        |
| 1978       | Lacy and the Mississippi Queen                               | Jennings                                       | televizijski film                                                  |
| 1978       | The Word                                                     | Hans Bogardus                                  | televizijska miniserija                                            |
| 1978-1979  | Barney Miller                                                | Arnold Scully/Vincent Carew                    | 2 epizodi                                                          |
| 1978-1983  | Taxi                                                         | častiti Jim Ignatowski                         | 84 epizod                                                          |
| 1979       | Stunt Seven/The Fantastic Seven                              | Skip Hartman                                   | televizijski film                                                  |
| 1982       | Best of the West                                             | The Calico Kid                                 | 3 epizode                                                          |
| 1982       | American Playhouse                                           | Paul                                           | epizoda Pilgrim, Farewell                                          |
| 1982       | Money on the Side                                            | seržant Stampone                               | televizijski film                                                  |
| 1983       | September Gun                                                | Jack Brian                                     | televizijski film                                                  |
| 1984       | Cheers                                                       | Phillip Semenko                                | 2 epizodi                                                          |
| 1984       | Old Friends                                                  | Jerry Forbes                                   | pilotni projekt                                                    |
| 1984       | The Cowboy and the Ballerina                                 | Woody                                          | televizijski film                                                  |
| 1985       | Street Hawk                                                  | Anthony Corrido                                | epizoda Pilot                                                      |
| 1986       | Amazing Stories                                              | profesor Beanes                                | epizoda Go to the Head of the Class                                |
| 1987       | Tales from the Hollywood Hills: Pat Hobby Teamed with Genius | Pat Hobby                                      | televizijski film                                                  |
| 1990       | The Earth Day Special                                        | dr. Emmett ''Doc'' Brown                       | posebna televizijska izdaja                                        |
| 1991-1992  | Back to the Future: The Animated Series                      | dr. Emmett ''Doc'' Brown                       | igra v živo, 26 epizod                                             |
| 1992       | T Bone N Weasel                                              | William ''Weasel'' Weasler                     | televizijski film                                                  |
| 1992       | Dead Ahead: The Exxon Valdez Disaster                        | Frank Iarossi                                  | televizijski film                                                  |
| 1992       | Road to Avonlea                                              | Alistair Dimple                                | epizoda Another Point of View                                      |
| 1994       | In Search of Dr. Seuss                                       | gospod Hunch                                   | televizijski film                                                  |
| 1995       | Fallen Angels                                                | The Continental Op                             | epizoda Fly Paper                                                  |
| 1995       | Rent-a-Kid                                                   | Lawrence ''Larry'' Kayvey                      | televizijski film                                                  |
| 1995-1996  | Deadly Games                                                 | Sebastian Jackal/Jordan Kenneth Lloyd          | 13 epizod                                                          |
| 1996       | The Right to Remain Silent                                   | Johnny Benjamin                                | televizijski film                                                  |
| 1997       | Quicksilver Highway                                          | Aaron Quicksilver                              | televizijski film                                                  |
| 1997       | Angels in the Endzone                                        | Al ''The Boss'' Angel                          | televizijski film                                                  |
| 1998       | The Ransom of Red Chief                                      | Sam Howard                                     | televizijski film                                                  |
| 1999       | Spin City                                                    | Owen Kingston                                  | epizoda Back to the Future IV                                      |
| 1999       | Alice in Wonderland                                          | beli vitez                                     | televizijski film                                                  |
| 1999       | It Came from the Sky                                         | Jarvis Moody                                   | televizijski film                                                  |
| 2001       | The Tick                                                     | gospod Fishladder                              | nezapisan, epizoda Pilot                                           |
| 2001       | Wit                                                          | dr. Harvey Kelekain                            | televizijski film                                                  |
| 2001       | Chasing Destiny                                              | Jet James                                      | televizijski film                                                  |
| 2001       | When Good Ghouls Go Bad                                      | stric Fred Walker                              | televizijski film                                                  |
| 2002-danes | Cyberchase                                                   | heker                                          | glasovna vloga, 134 epizod                                         |
| 2002       | Malcolm in the Middle                                        | Walter                                         | epizoda Family Reunion                                             |
| 2002       | The Big Time                                                 | Doc Powers                                     | televizijski film                                                  |
| 2003       | Ed                                                           | Burt Kiffle                                    | epizoda The Move                                                   |
| 2003       | Tremors                                                      | dr. Cletus Poffenberger                        | 3 epizode                                                          |
| 2004       | The Grim Adventures of Billy & Mandy                         | polž                                           | glasovna vloga, epizoda Dumb Luck                                  |
| 2004       | I Dream                                                      | profesor Toone                                 | 13 epizod                                                          |
| 2004-2005  | Clubhouse                                                    | Lou Russo                                      | 11 epizod                                                          |
| 2005       | The West Wing                                                | profesor Lawrence Lessig                       | epizoda The Wake Up Call                                           |
| 2005       | King of the Hill                                             | Smitty                                         | glasovna vloga, epizoda Care-Takin' Care of Business               |
| 2005       | Detectives                                                   | Anderson in Launderette                        | televizijski film                                                  |
| 2005-2006  | Stacked                                                      | Harold March                                   | 19 epizod                                                          |
| 2006       | Masters of Horror                                            | Everett Neely                                  | epizoda Valerie on the Stairs                                      |
| 2006       | A Perfect Day                                                | Michael                                        | televizijski film                                                  |
| 2007       | Numbers                                                      | Ross Moore                                     | epizoda Graphic                                                    |
| 2008       | Live from Lincoln Center                                     | King Pellinore                                 | epizoda Camelot                                                    |
| 2008       | Law & Order: Criminal Intent                                 | Carmine                                        | epizoda Vanishing Act                                              |
| 2009       | Meteor                                                       | profesor Daniel Lehman                         | 2 epizodi                                                          |
| 2009       | Knights of Bloodsteel                                        | Tesselink                                      | 2 epizodi                                                          |
| 2010       | Chuck                                                        | dr. Leo Dreyfus                                | epizoda Chuck versus the Tooth                                     |
| 2011       | Fringe                                                       | Roscoe Joyce                                   | epizoda The Firefly                                                |
| 2011       | Family Practice                                              | Robert Passion Foote                           | nepredvajan pilotni projekt                                        |
| 2011-2013  | Robot Chicken                                                | dr. Emmett ''Doc'' Brown/zgodnji heker/Schlomo | glasovna vloga, 2 epizodi                                          |
| 2012       | Dorothy and the Witches of Oz                                | čarovnik iz Oza                                | televizijski film                                                  |
| 2012       | R.L. Stine's The Haunting Hour                               | dedek                                          | epizoda Grampires: Part 1                                          |
| 2012       | Anything But Christmas                                       | Harry                                          | televizijski film                                                  |
| 2013       | Raising Hope                                                 | Dennis Powers                                  | epizoda Credit Where Credit Is Due                                 |
| 2013       | Psych                                                        | Martin Kahn                                    | epizoda 100 Clues                                                  |
| 2014       | The Michael J. Fox Show                                      | ravnatelj McTavish                             | epizoda Health                                                     |
| 2014       | Blood Lake: Attack of the Killer Lampreys                    | major Akerman                                  | televizijski film                                                  |
| 2014       | Zodiac: Signs of the Apocalypse                              | Harry Setag                                    | televizijski film                                                  |
| 2014       | Over the Garden Wall                                         | drvar                                          | glasovna vloga, 4 epizode                                          |
| 2014-2015  | Granite Flats                                                | profesor Hargraves                             | 12 epizod                                                          |
| 2015       | Simpsonovi                                                   | častiti Jim Ignatowski                         | glasovna vloga, epizoda My Fare Lady                               |
| 2015       | Just in Time for Christmas                                   | dedek Bob                                      | televizijski film                                                  |
| 2016       | The Big Bang Theory                                          | Theodore                                       | epizoda The Property Divison Collision                             |
| 2017-2018  | 12 Monkeys                                                   | misijonar/Zalmon Shaw                          | 3 epizode                                                          |
| 2018       | Roseanne                                                     | Lou                                            | epizoda No Country for Old Women                                   |
| 2018       | Guess Who Died                                               | Mort                                           | nepredvajan pilotni projekt                                        |
| 2019       | A.P. Bio                                                     | Melvin                                         | epizoda Melvin                                                     |
| 2019       | Big City Greens                                              | božiček                                        | glasovna vloga, epizoda Green Christmas                            |
| 2020       | Prop Culture                                                 | igral samega sebe                              | epizoda Who Framed Roger Rabbit                                    |
| 2020       | Preiskovalci na delu: NCIS                                   | Joseph ''Joe'' Smith                           | epizoda The Arizona                                                |
| 2021       | Next Stop, Christmas                                         | sprevodnik na vlaku                            | Hallmarkov televizijski film                                       |
| 2022       | The Conners                                                  | Lou                                            | epizoda The Best Laid Plans, A Contrabassoon and A Sinking Feeling |
| 2023       | The Mandalorian                                              | komisar Helgait                                | epizoda Chapter 22: Guns for Hire                                  |
| 2023       | A Million Little Things                                      | igral samega sebe                              | epizoda Father's Day                                               |
| 2024       | Knuckles                                                     | Pachacamac                                     | glasovna vloga, 2 epizodi                                          |
| 2024       | Hacks                                                        | Larry Arbuckle                                 | epizoda The Deborah Vance Christmas Spectacular                    |
| 2025       | Everybody's Live with John Mulaney                           | Willy Loman/igral samega sebe                  | epizoda Lending People Money                                       |
| 2025       | Wednesday                                                    | še ni znano                                    | sezona 2, gostujoča vloga                                          |

### Gledališče
| Leto | Naslov                             | Vloga              | Prizorišče                                 |
| ---- | ---------------------------------- | ------------------ | ------------------------------------------ |
| 1961 | And They Put Handcuffs on Flowers  |                    | New York                                   |
| 1969 | Red, White and Maddox              | bombarder          | Cort Theatre, Broadway                     |
| 1973 | The Seagull                        | Konstantin Treplev | Roundabout Stage II, izven Broadwaya       |
| 1973 | Kaspar                             | Kaspar             | Chelsea Theater Center, izven Broadwaya    |
| 1974 | In the Boom Boom Room              | Al                 | The Public Theater, izven Broadwaya        |
| 1974 | Macbeth                            | Banquo/Cathness    | Mitzi E. Newhouse Theater, izven Broadwaya |
| 1974 | Total Eclipse                      | Verlaine           | Chelsea Theater Center, izven Broadwaya    |
| 1977 | Happy End                          | Bill Cracker       | Martin Beck Theatre, Broadway              |
| 1990 | The Father                         | kapitan Lassen     | American Repertory Theater, Massachusetts  |
| 1998 | Čakajoč Godota                     | Pozzo              | CSC Theatre, izven Broadwaya               |
| 2001 | The Unexpected Man                 | Parsky             | Geffen Playhouse, Los Angeles              |
| 2002 | Twelfth Night                      | Malvolio           | Delacorte Theatre, izven Broadwaya         |
| 2002 | Morning's at Seven                 | Carl Bolton        | Broadway, Broadway                         |
| 2003 | Trumbo: Red, White and Blacklisted | Dalton Trumbo      | Westside Theatre, izven Broadwaya          |
| 2008 | A Christmas Carol                  | Scrooge            | Kodak Theatre, Los Angeles                 |
| 2010 | Death of a Salesman                | Willy Loman        | Weston Playhouse, Vermont                  |
| 2013 | The Caucasian Chalk Circle         | pevec/Azdak        | CSC Theatre, izven Broadwaya               |
| 2018 | Our Town                           | vodja odra         | Weston Playhouse, Vermont                  |
| 2018 | Pound                              | Ezra Pound         | Theatre Row, izven Broadwaya               |
| 2021 | King Lear                          | kralj Lear         | New Spruce Theater, Lenox, Massachusetts   |

### Videoigre
| Leto      | Naslov                                      | Vloga                    | Opombe                           |
| --------- | ------------------------------------------- | ------------------------ | -------------------------------- |
| 1994      | Rescue the Scientists                       | poročnik Jack Tempus     | tudi podobnost                   |
| 1996      | Toonstruck                                  | Drew Blanc               | tudi podobnost in prizori v živo |
| 2006      | Back to the Future Video Slots              | dr. Emmett ''Doc'' Brown | [ 53 ]                           |
| 2010-2011 | Back to the Future: The Game                | dr. Emmett ''Doc'' Brown | [ 53 ]                           |
| 2013      | Back to the Future Back in Time Video Slots | dr. Emmett ''Doc'' Brown |                                  |
| 2015      | Lego Dimensions                             | dr. Emmett ''Doc'' Brown | [ 78 ] [ 79 ]                    |
| 2015      | King's Quest                                | ostareli kralj Graham    | [ 80 ]                           |
| 2020      | Kingdom Hearts III Re:Mind                  | Xehanort                 | [ 53 ]                           |
| 2020      | Kingdom Hearts: Melody of Memory            | Xehanort                 | [ 53 ]                           |

### Videospoti
| Leto | Izvajalec               | Naslov            | Vloga                    |
| ---- | ----------------------- | ----------------- | ------------------------ |
| 1985 | Huey Lewis and the News | The Power of Love | dr. Emmett ''Doc'' Brown |
| 2008 | O'Neal McKnight         | Check Your Coat   | dr. Emmett ''Doc'' Brown |

### Drugo
| Leto | Naslov                          | Vloga                    | Opombe           |
| ---- | ------------------------------- | ------------------------ | ---------------- |
| 1990 | Back to the Future: The Pinball | dr. Emmett ''Doc'' Brown | fliper           |
| 1991 | Back to the Future: The Ride    | dr. Emmett ''Doc'' Brown | simulator vožnje |
| 2008 | The Simpsons Ride               | dr. Emmett ''Doc'' Brown | simulator vožnje |

## Nagrade
| Leto | Nagrada                         | Kategorija                                            | Produkcija/vloga                                         | Rezultat    |
| ---- | ------------------------------- | ----------------------------------------------------- | -------------------------------------------------------- | ----------- |
| 1973 | Obie                            | odlična predstava                                     | Kaspar                                                   | Osvojil/a   |
| 1973 | Drama Desk Award                | najboljša predstava                                   | Kaspar                                                   | Osvojil/a   |
| 1982 | Emmy                            | najboljši igralec v stranski vlogi v komediji         | Taxi                                                     | Osvojil/a   |
| 1983 | Emmy                            | najboljši igralec v stranski vlogi v komediji         | Taxi                                                     | Osvojil/a   |
| 1986 | Saturn                          | najboljši igralec v stranski vlogi                    | Nazaj v prihodnost                                       | nominiran/a |
| 1990 | Saturn                          | najboljši igralec v stranski vlogi                    | Kdo je potunkal Zajca Rogerja                            | nominiran/a |
| 1992 | Emmy                            | najboljši igralec v glavni vlogi v dramski seriji     | Road to Avonlea (epizoda Another Point of View)          | Osvojil/a   |
| 1994 | Independent Spirit Awards       | najboljši igralec v stranski vlogi                    | Twenty Bucks                                             | Osvojil/a   |
| 2008 | Daytime Emmy Awards             | najboljši igralec v animiranem filmu                  | Cyberchase                                               | nominiran/a |
| 2013 | Zlata malina                    | najslabša filmska zasedba (deljeno s celotno zasedbo) | The Oogieloves in the Big Balloon Adventure              | nominiran/a |
| 2015 | Daytime Emmy Awards             | najboljši igralec v animiranem filmu                  | Cyberchase                                               | nominiran/a |
| 2016 | British Independent Film Awards | najboljši igralec v stranski vlogi                    | I Am Not a Serial Killer                                 | nominiran/a |
| 2016 | NAVGTR Awards                   | najboljši igralec v glavni vlogi v komediji           | King's Quest: The Good Knight                            | Osvojil/a   |
| 2024 | Emmy                            | najboljši gostujoči igralec v komediji                | Hacks (epizoda: The Deborah Vance Christmas Spectacular) | nominiran/a |